# Junc (filòsof)
Junc (en llatí Juncus) va ser un filòsof romà. De la seva vida gairebé no es coneix res. Fora de saber que era anterior a Estobeu es desconeix en quina època va viure. Tàcit parla d'un senador romà de nom Juncus Vergilianus, que alguns identifiquen amb el filòsof, però sembla que la lectura correcta del nom hauria de ser Junius Vergilianus.
Va escriure un tractat (περὶ δήρως "Sobre l'edat antiga") del que s'han conservat bastants extractes mercès a Estobeu. L'obra tenia forma de diàleg i del text es dedueix que era un filòsof platònic.